# نخلة حرجية
نخلة حرجية (الاسم العلمي: Phoenix sylvestris) هي نوع من النباتات يتبع جنس النخلة من الفصيلة الفوفلية.